# Calostemma abdicatum
Calostemma abdicatum är en amaryllisväxtart som beskrevs av P.J.Lang. Calostemma abdicatum ingår i släktet Calostemma och familjen amaryllisväxter.
Artens utbredningsområde är Sydaustralien. Inga underarter finns listade i Catalogue of Life.